# États rouges et États bleus

Résultats des élections présidentielles de 2012, 2016, 2020 et 2024 aux États-Unis.
États ayant été remportés par le Parti républicain lors des quatre dernières élections
États remportés par le Parti républicain lors de trois des quatre dernières élections
États où chacun des deux partis a remporté deux fois la victoire
États remportés par le Parti démocrate lors de trois des quatre dernières élections
États remportés par le Parti démocrate lors des quatre dernières élections

Les États rouges et États bleus (en anglais : red states et blue states, respectivement) désignent les États des États-Unis votant principalement respectivement pour le Parti républicain ou pour le Parti démocrate lors des élections présidentielles américaines.

## Historique
La représentation des États républicains comme rouges et des États démocrates comme bleus s'est standardisé à partir de l'élection présidentielle américaine controversée de 2000. Les partis étaient jusqu'alors représentés avec des couleurs différentes et variantes.

## Interprétation
Le qualificatif « rouge » ou « bleu » cherche à souligner la tendance partisane continue des votants des différents États. Les États rouges sont ceux régulièrement remportés par le Parti républicain (conservateur) et les États bleus ceux régulièrement remportés par le Parti démocrate (libéral). Il existe une disparité dans ces votes d'où le terme de Purple America.
Les votes partisans se caractérisent non seulement pour les élections présidentielles mais aussi pour les représentants ou sénateurs de l'État au Congrès, ainsi que pour son gouverneur ou sa législature locale.
Certains ont ce statut établit depuis des décennies quand d'autres basculent à la suite d'une recomposition politique.
Ainsi, même si dans tous les États s'expriment des électeurs démocrates et républicains, la couleur désignée de l'État permet de mettre en lumière la tendance générale de vote aux différentes élections. Par exemple, des élections de 2000 à 2004, seuls trois États avaient changé de couleur, tandis que jusqu'en 2016, 37 des 50 États américains avaient votés pour le même parti à chaque élection.
Les États dont le résultat du vote changent régulièrement d'un État à l'autre sont appelés États pivots (en anglais: swing states).

## États bleus
Votant majoritairement pour les candidats du Parti démocrate lors des élections présidentielles et d'autres scrutins, les « États bleus » sont souvent perçus comme étant plus progressistes, en particulier sur des sujets comme les droits civiques, l'environnement, la santé publique et l'éducation. 
Le district fédéral de Columbia vote selon un statut spécial défini par le XXIIIe amendement et accorde ses suffrages aux démocrates depuis 1964. Le Minnesota depuis 1976 suit la même tendance. Une recomposition politique est établie après les mandats Reagan-Bush pour aboutir aux actuels États bleus.
| État          | Description |
| ------------- | --- |
| Washington    | Bastion progressiste depuis 1988, Seattle étant un centre important pour la politique libérale. |
| Californie    | Depuis les années 1990, la Californie est devenue un bastion du Parti démocrate, avec des électeurs généralement progressistes. L'État a évolué politiquement en raison de sa forte population, notamment à Los Angeles et à San Francisco. |
| New York      | New York est historiquement un État démocrate, avec une forte influence de la ville de New York, où les démocrates dominent. L'État a voté pour les démocrates lors de toutes les élections présidentielles récentes (à l'exception de 1984 et 1988). |
| New Jersey    | New Jersey a tendance à soutenir les démocrates lors de toutes les élections présidentielles depuis 1992, sauf en 1988. Les villes comme Newark et Jersey City ont des électorats libéraux. |
| Massachusetts | Le Massachusetts est un État historiquement démocrate avec un fort soutien aux politiques progressistes. L'État a une politique favorable aux droits civils et à l'égalité des sexes. Il a voté systématiquement pour le Parti démocrate depuis 1984, et ses sénateurs et gouverneurs ont aussi tendance à être démocrates.                                                                      |
| Oregon        | L'Oregon a tendance à être un État démocrate, notamment en raison de sa population urbaine croissante à Portland et de son engagement en faveur de l'environnement et des droits civils. |
| Illinois      | L'Illinois est un autre bastion du Parti démocrate, en particulier en raison de l'énorme influence de Chicago, une ville très progressiste. L'État a traditionnellement soutenu des politiques libérales et a un gouvernement largement dominé par les démocrates . L'Illinois a voté pour les démocrates lors de chaque élection présidentielle depuis 1992, sauf en 1984 (pour Ronald Reagan). |
| Virginie      | Autrefois un État républicain dominant, la Virginie a connu un changement politique au cours des dernières décennies, avec une forte croissance démographique dans les régions urbaines comme le nord de la Virginie, qui penche plus démocrate. Elle a voté pour les démocrates lors de toutes les élections présidentielles depuis 2008.                                                       |
| Connecticut   | Le Connecticut, comme d'autres États de la région de la Nouvelle-Angleterre, est connu pour ses politiques progressistes. Le Connecticut a voté démocrate lors de toutes les élections présidentielles depuis 1992. |
| Rhode Island  | Ce petit État de la Nouvelle-Angleterre a une longue histoire de soutien au Parti démocrate, avec des politiques axées sur la protection sociale, l'éducation et la santé publique. Rhode Island a voté démocrate lors de chaque élection présidentielle depuis 1988. |
| Maryland      | Maryland est un État de la côte Est de tradition démocrate depuis les années 1960. Connu pour ses politiques inclusives, il est réputé pour avoir vu naître la liberté de religion aux États-Unis. |
| Vermont       | Le Vermont a une forte tradition libérale, et bien que ses élus soient parfois plus indépendants (comme Bernie Sanders), il soutient généralement les démocrates au niveau national. Le Vermont a voté démocrate lors de toutes les élections présidentielles récentes, à l'exception de 2000 où Ralph Nader, candidat du parti vert, a eu un bon résultat.                                      |
| Minnesota     | Bien que parfois qualifié d'État swing, Minnesota a historiquement voté pour les démocrates lors de chaque élection présidentielle depuis 1972. |
| Colorado      | Depuis 2008, Colorado a voté démocrate dans toutes les élections présidentielles. |
| Hawaï         | Hawaï est un bastion démocrate, en partie grâce à sa petite population mais aussi à ses valeurs progressistes, en particulier dans des domaines comme les droits des indigènes. Hawaï a voté démocrate dans toutes les élections présidentielles récentes. |

## États rouges
Ces États ont des tendances républicaines principalement en raison de leurs électorats ruraux, conservateurs et religieux, et de leur préférence pour des politiques de gouvernement limité, de faible taxation et de valeurs sociales traditionnelles.
Certains de ces États sont des bastions fiables du GOP aux présidentielles car ils votent le parti sans discontinuer. Après 1964 avec une large victoire de Lyndon B. Johnson, neuf États depuis 1968 votent républicains. Ils sont rejoints par quatre États depuis 1980, les mêmes qui ont porté en 1976 le démocrate du sud Jimmy Carter. En 2024, l'Union décompte 20 États rouges qui ont le même schéma de vote depuis au moins le scrutin de 2000.
| État                            | Description |
| ------------------------------- | --- |
| Texas                           | Le Texas est un bastion républicain depuis les années 1980, en raison de son électorat conservateur et de l'influence de l'industrie pétrolière. Il a voté républicain dans toutes les élections présidentielles depuis 1980, bien qu'il soit devenu plus compétitif récemment.      |
| Alabama                         | L’Alabama a voté pour les républicains à chaque élection présidentielle depuis 1980. |
| Mississippi                     | Le Mississippi est l'un des États les plus conservateurs. |
| Oklahoma                        | Depuis 1968, l'Oklahoma a toujours voté républicain. |
| Utah                            | L'Utah est l'un des États les plus conservateurs en raison de sa forte population mormone, qui tend à soutenir les valeurs familiales traditionnelles et les politiques conservatrices. Depuis 1964, l'Utah a systématiquement voté pour les candidats républicains à la présidence. |
| Nebraska                        | Le Nebraska vote sans discontinuer depuis 1968 pour le GOP. L'État partage ses grands électeurs selon les districts congressionnels, quelquefois remportés par les démocrates. |
| Dakota du Nord et Dakota du Sud | Ces États ruraux sont fortement républicains, principalement en raison de leur économie agricole et de leur faible densité de population. Les deux États votent républicain depuis 1968.                                                                                             |

## Critiques
L'expression « Amérique violette » (en anglais : Purple America) souligne les nuances à apporter au concept d'États rouges et bleus. Ainsi, il n'existerait pas vraiment d'États bleus ou rouges, seulement une Amérique violette avec des variantes plus ou moins fortes.
L'affirmation de la théorie d'États bleus et rouges souligne la polarisation au sein de la société américaine. La frontière (notamment idéologique) entre les deux partis était jusqu'à alors considérée comme plus poreuse.
L'argument des États rouges et bleus est utilisé pour indiquer que ce sont des États sûrs (safe states), sans réels enjeux pour le collège électoral, ce qui fait que la quasi-totalité des États américains sont ignorés durant les campagnes électorales,.